# Châteauponsac
Châteauponsac település Franciaországban, Haute-Vienne megyében. Lakosainak száma 2028 fő (2022. január 1.). Châteauponsac Saint-Sornin-Leulac, Balledent, Bessines-sur-Gartempe, Dompierre-les-Églises, Rancon, Saint-Amand-Magnazeix, Villefavard és Saint-Pardoux-le-Lac községekkel határos.

## Népesség
A település népességének változása:
| Lakosok száma | 2050 | 2032 | 2055 | 2035 | 2038 | 2042 | 2036 | 2021 | 2028 |
|               | 2013 | 2015 | 2016 | 2017 | 2018 | 2019 | 2020 | 2021 | 2022 |